# Luis Anacleto Castillo Goñi
Luis Anacleto Castillo Goñi (Santiago, 12 de agosto de 1844-9 de noviembre de 1928) fue un marino chileno que alcanzó el grado de vicealmirante. 
Ingresó a la Escuela
en 1858 formando parte del que posteriormente sería conocido como el Curso de los Héroes; en 1861 egresó con el grado de guardiamarina.
Durante sus primeros años en la Armada naval participó en varias comisiones hidrográficas en la región austral de Chile, en 1862 a bordo del vapor Maule, en 1867 en el vapor Ancud y en 1870 en la goleta Virgen de Covadonga. En 1864, 1872 y 1887 fue enviado a Inglaterra a inspeccionar la construcción y reparación de diversas naves.
Durante la Guerra del Pacífico participó activamente en el combate de Angamos, en la captura de la cañonera Pilcomayo, en el bombardeo de Ancón y en las batallas de Chorrillos y Miraflores.
Fue director de la Escuela Naval en dos oportunidades: de 1881 a 1885 y de 1902 a 1907. Ocupó el puesto de director general del Personal y entre 1893 y 1897 fue comandante general de Marina. Falleció en 1928.

## Juventud e ingreso a la Armada
A los 14 años de edad, en 1858, ingresó a la Escuela Naval del Estado, este fue el primer curso que la ocupó en su nueva ubicación de la calle González de Hontaneda de Valparaíso. Los integrantes de este curso, compuesto por 26 cadetes más 2 supernumerarios, egresaron el 15 de noviembre de 1861 como guardiamarinas; con posterioridad se le denominó el “Curso de los Héroes”, pues entre ellos figuran los máximos héroes de la Marina de Chile: Arturo Prat Chacón, Juan José Latorre Benavente, Carlos Condell de la Haza y otros.

## Primeros años en la Armada
Durante sus primeros años en la Armada participó en varias comisiones hidrográficas en la región austral de Chile, en 1862 a bordo del vapor Maule en el río Biobío, en 1867 en el vapor Ancud y en 1870 en la goleta Virgen de Covadonga.
En 1864 fue enviado a Inglaterra a inspeccionar la construcción de las corbetas O'Higgins y Chacabuco y en 1872 fue enviado nuevamente a supervisar la construcción en Inglaterra de los blindados Blanco y Cochrane.

## Guerra del Pacífico
Siendo capitán de corbeta, en 1879 fue designado Mayor de Órdenes del Comandante en Jefe de la Escuadra, el capitán de navío don Galvarino Riveros Cárdenas.
En el combate de Angamos, luego de la rendición del monitor Huáscar, fue enviado al mando de uno de los botes del blindado Blanco que ocupó la nave. Después de esta acción fue ascendido a capitán de fragata y se le nombró comandante del blindado Blanco.
El 21 de noviembre de 1879, al mando del Blanco capturó a la cañonera peruana Pilcomayo. El 22 de septiembre de 1880 tuvo la misión de bombardear el puerto peruano de Ancón.

## Revolución del 91
Siendo capitán de fragata, el 7 de mayo de 1881 fue nombrado director de la Escuela Naval, cargo que mantuvo hasta el 20 de marzo de 1885. 
En 1887 formó parte de la misión que supervisó en astilleros ingleses la construcción de naves y las reparaciones del blindado Cochrane. 
Al término de la revolución de 1891 el contralmirante Castillo fue designado subsecretario de Marina. En 1892 ejerció la comandancia en jefe de la Escuadra.

## Últimos años
Entre los años 1893 y 1897 fue nombrado intendente de Valparaíso y comandante general de Marina. 
El 28 de marzo de 1902 fue designado por segunda vez director de la Escuela Naval, destinación que mantuvo hasta el 22 de marzo de 1907. Falleció en 1928.

## Legado
Dejó como legado su ejemplo de patriotismo y capacidad profesional, la que transmitió a varias generaciones de marinos que se formaron en la Escuela Naval mientras fue su director, en dos períodos de su carrera.